# 東洋文庫 (平凡社)
東洋文庫（とうようぶんこ、The Eastern Library）、別称で平凡社東洋文庫（へいぼんしゃとうようぶんこ）は、平凡社が刊行する叢書シリーズで1963年に創刊。
「文庫」の名を冠するが、いわゆる文庫本サイズではなく、新書判・ハードカバー・クロス装・ケース入りという装丁。
2013年秋の創刊50周年を機にファンクラブ「東洋文庫読者倶楽部」が発足している。

## 概要
『東洋文庫』は、平凡社の柱石たる叢書で、日本、中国、朝鮮、北アジア、東南アジア、南アジア、中央アジア、西アジアなどを含むアジア全域の各地域に関する古典作品を、主に現代日本語訳・校訂で研究紹介している。
古代から現代にまで及び、扱う刊行分野の特色も文学、歴史、宗教、思想、芸術、旅行記、自然科学などの伝統的分野のみならず、紀元前の古代から20世紀までの（日本から地中海までの）外国人によるアジア地域研究や、ユーラシア・アジア紀行探検などもある。2010年に800冊目、2020年に900冊目のタイトル（書目）に達している。
『風土記』『日本霊異記』『日本奥地紀行』『捜神記』『天工開物』など、再版が多い書目から平凡社ライブラリーで再刊されたものもある一方で、大半の書目は需要が限定されているため長らく絶版となっていることも珍しくなかったが、2003年よりワイド版が、オンデマンド形式（注文生産）により順次刊行されている。また電子書籍の形態でeBookJapan、Amazon Kindleほかでダウンロード販売されている。

## 特色
「東洋」という名に象徴されるように、東洋全域の古典的遺産を日本・中国・韓国はもちろん、インドや中近東、中央アジアまで広く紹介しようという意図で1963年に創刊された。
一般的な古典文学全集と異なり、伝記や自伝、旅行記、戦記や日記といった必ずしも文学史のなかにきちんと位置づけられていない古典作品をも収録するのも特徴である。
近世・近代日本関連の作品では、越後長岡藩士・河井継之助の日記『塵壺』、幕末の英国外交官であるハリー・パークスの伝記『パークス伝』、同じくアーネスト・サトウ『日本旅行日記』、清河八郎の旅行記『西遊草』、旅行家菅江真澄の『菅江真澄遊覧記』などがある。

## 出版関連
- 平凡社ライブラリー - 同社での再刊・翻訳中心のレーベル[1]。
- 筑摩叢書 - 1963-1992年に刊行の筑摩書房・選書レーベル[2]。
- 異国叢書 - 幕末維新までに来日した欧米人一覧も参照
- 大航海時代叢書 - 岩波書店
- 外国人による日本論の名著 - 東洋文庫で訳書多数